# Mặt trăng ôm mặt trời
Mặt trăng ôm mặt trời (chữ Hán: 擁抱太陽的月亮 Ủng Bão Thái Dương Đích Nguyệt Lương; Hangul: 해를품은달; tiếng Anh: Moon Embracing Sun) là một bộ phim truyền hình dã sử gồm 20 tập được đài MBC sản xuất vào năm 2012.
Bộ phim dựa trên tiểu thuyết cùng tên của nhà văn Jeong Eun Gwol (정은궐; 廷銀闕 Đình Ngân Khuyết), cũng chính là người viết kịch bản cho bộ phim Sungkyunkwan Scandal (Vụ bê bối Thành Quân Quán) phát trên đài KBS. Đây là câu chuyện tình giữa Lý Huyên - một vị quốc vương tưởng tượng của nhà Triều Tiên, và nàng Nguyệt (Phiên âm tiếng Hán của Mặt trăng) - một vu nữ xinh đẹp. Bộ phim nhanh chóng gây tiếng vang không chỉ trong phạm vi Hàn Quốc mà còn ở cả Trung Quốc đại lục và Việt Nam, được mệnh danh là Quốc dân điện thị kịch; 國民電視劇.

## Nhân vật

### Nhân vật chính
- Kim Soo-hyun (김수현 - Kim Thu Huyền) trong vai Lý Huyên (이훤 Lee Hwon; 李暄 nắng ấm): Mặt Trời luôn nhớ về Mặt Trăng, là Vương thế tử kế ngôi cha mình là Thành Tổ Đại vương. Lý Huyên gặp Hứa Yên Vũ trong một dịp Yên Vũ vào cung dự lễ đăng khoa trạng nguyên của anh trai. Chàng đã yêu nàng ngay lần đầu tiên gặp mặt. Trong một âm mưu chính trị, Hứa Yên Vũ bị tước danh vị do lâm trọng bệnh bởi vu thuật trù ếm, Doãn Bảo Kính thay nàng làm Thế tử tần của Lý Huyên. Năm 23 tuổi, Lý Huyên gặp lại Yên Vũ trong thân phận một vu nữ mất trí nhớ, chàng đã ngự ban cho Yên Vũ tên Nguyệt.
- Han Ga-in (한가인 - Hàn Khả Nhân) trong vai Hứa Yên Vũ (허연우 Huh Yeon-woo; 許煙雨 mưa bụi): Mặt Trăng ôm lấy Mặt Trời, nàng là con gái của Hứa Anh Tài, chức Đại đề học Hoằng Văn Quán; là em gái của Hứa Viêm. Nàng không những thông minh, xinh đẹp mà còn rất nhân hậu, giàu lòng thương người. Yên Vũ được ban hôn với Thế tử Lý Huyên vào năm 13 tuổi. Sau đó, do bị Đại phi Doãn thị hãm hại, nàng thân mang trọng bệnh, bị tước danh vị. May thay, nàng được Vu nữ trưởng Trương Lục Anh của Tinh Túc Sảnh cứu mạng, nhận bà làm vu mẫu, nhưng lại mất đi trí nhớ, không có họ tên và phải phiêu bạt đó đây. Định mệnh sắp đặt nàng gặp lại Lý Huyên với thân phận vu nữ, được Lý Huyên ngự ban cho tên Nguyệt (월; 月 Wol).
- Jung Il-woo (정일우 - Đinh Nhất Vũ) trong vai Dương Minh Quân (양명군 Yang Myung-gun; 陽明君 ánh sáng): Ánh sáng buồn bị ánh nắng mặt trời làm lu mờ, chàng là vương tử thứ xuất[1], khác mẹ với Lý Huyên. Dương Minh Quân lớn lên trong sự ghẻ lạnh của vua cha Thành Tổ. Từ đầu, Dương Minh Quân đã yêu Hứa Yên Vũ. Về sau, chàng là một trong những người sớm nhận ra vu nữ Nguyệt chính là Yên Vũ năm nào.
- Kim Min-seo (김민서) trong vai Doãn Bảo Kính (윤보경 Yoon Bo-kyung; 尹寶鏡 gương): Gương ghen hờn với mặt trăng, cô là con gái của Sử tào Phán thư Doãn Đại Hanh, trở thành Thế tử tần của Lý Huyên sau khi Hứa Yên Vũ bị sát hại. Cô là một người có dã tâm, bề ngoài tỏ ra hiền thục, nhân hậu nhưng bên trong lại đầy âm mưu, độc địa. Cô yêu Lý Huyên tha thiết nhưng không được đáp lại, chính điều này đã khiến Bảo Kính luôn tìm mọi cách hãm hại Vu nữ Nguyệt, dù cô không bao giờ nhận ra Nguyệt là ai cho đến gần cuối phim.
- Song Jae-hee (송재희) trong vai Hứa Viêm (허염 Huh Yeom; 許炎 lửa): Ngọn lửa chiếu sáng ngày đêm, chàng là anh trai của Hứa Yên Vũ, đăng khoa Văn Trạng nguyên từ lúc 17 tuổi. Hứa Viêm là một kỳ tài kiệt xuất, lại có dung mạo hào hoa và phẩm tiết hơn người. Do dáng vẻ tuấn tú, Hứa Viêm được mọi người quý mến, đặc biệt là quận chúa Mân Hoa (Min Hwa). Điều này là nguyên nhân Hứa Viêm trở thành Phò mã sau này.
- Song Jae-rim (송재림) trong vai Kim Tề Vân (김제운 Kim Jae-woon; 金齊雲 mây): Mây ôm lấy Mặt Trời, chàng là cận vệ trung thành của Lý Huyên, cũng là bạn thiếu thời của Dương Minh Quân và Hứa Viêm. Chàng đăng khoa Võ Trạng nguyên cùng lúc với Hứa Viêm. Tề Vân đem lòng yêu mến vu nữ Nguyệt (Wol), đồng thời cũng rung động ít nhiều bởi tỳ nữ Tuyết (Seol).
- Nam Bo-ra (남보라) trong vai Mân Hoa Công chúa* (민화공주 Princess Min-hwa; 旼花公主 hoa): Bông Hoa không trưởng thành của Lửa, cô là em gái của Lý Huyên và Dương Minh Quân. Công chúa đem lòng yêu Hứa Viêm. Để cưới được chàng, cô cùng nội tổ mẫu Đại phi Doãn thị tham gia vào âm mưu dùng vu thuật ếm và ám sát Hứa Yên Vũ. Sau này cô lấy được Hứa Viêm như mong muốn, nhưng bị Lý Huyên phát hiện có liên quan trong sự việc kể trên, nên bị đày làm nô tì suốt 5 năm. * (Theo điển chế tước vị, vương nữ, con gái của vương tước, sắc phong quận chúa, ban tên hiệu)
- Yoon Seung-ah (윤승아) trong vai Tuyết (설 Seol; 雪 tuyết): Tuyết ôm lấy ngọn Lửa, cô là tỳ nữ của Yên Vũ, đem hết trái tim để yêu thầm Hứa Viêm. Khi còn nhỏ, Tuyết rất yêu thích võ nghệ, đặc biệt là gươm đạo. Sau khi Yên Vũ bị mất trí nhớ, cô vẫn tiếp tục đi theo hầu hạ tiểu thư tới khi bị sát hại.

### Diễn viên nhí
- Kim Yoo-jung sinh năm 1999 (김유정) trong vai Hứa Yên Vũ (Huh Yeon-woo) lúc nhỏ.
- Yeo Jin-goo sinh năm 1997 (여진구) trong vai Lý Huyên (Lee Hwon) lúc nhỏ.
- Lee Tae-ri sinh năm 1993 (이민호) trong vai Dương Minh Quân (Yang-myung Gun) lúc nhỏ.
- Kim So-hyun sinh năm 1999 (김소현) trong vai Doãn Bảo Kính (Yoon Bo-kyung) lúc nhỏ.
- Lee Won-geum sinh năm 1991 (이원근) trong vai Kim Tề Vân (Kim Jae-woon) lúc nhỏ.
- Im Si-wan sinh năm 1988 (시완) trong vai Hứa Viêm (Heo Yeom) lúc nhỏ.
- Seo Ji-hee sinh năm 1998 trong vai Tuyết (Seol) lúc nhỏ.
- Jin Ji-hee sinh năm 1999 (진지희) trong vai công chúa Mân Hoa (Min Hwa) lúc nhỏ.

### Gia đình họ Hứa
- Sun Woo Jae Duk (선우재덕) trong vai Hứa Anh Tài (허영재; 許榮才): Đại đề học Hoằng Văn Quán, cha của Yên Vũ và Hứa Viêm. Do cái chết của Yên Vũ mà ông đau lòng quá độ, qua đời không lâu sau đó.
- Yang Mi Kyung (양미경) trong vai Trinh Kính phu nhân Thân thị (정경부인 신씨; 貞敬夫人申氏), mẹ của Yên Vũ và Hứa Viêm.

### Gia đình họ Doãn
- Kim Eung Soo (김응수) trong vai Doãn Đại Hanh (윤대형; 尹大亨), Sử tào Phán thư, cháu của Đại phi Doãn thị, phụ thân của Doãn Bảo Kính. Là người lòng dạ thâm hiểm, luôn muốn soán ngôi. Vì Lý Huyên sau khi đăng cơ luôn muốn lật đổ ông, nên ông luôn tìm cách để hãm hại vua. Tuy nhiên, ông mắc vào cái bẫy bản thân tạo ra và bị giết trong cuộc nổi loạn do mình cầm đầu.
- Jang Hee Soo (장희수) trong vai Kim thị phu nhân (김씨부인; 金氏夫人), mẹ của Doãn Bảo Kính.
- Kim Seung Wook (김승욱) trong vai Doãn Tú Sán (윤수찬; 尹秀燦).

### Vương thất
- Kim Young-Ae (김영애) trong vai Đại vương Đại phi Doãn thị (대왕대비윤씨; 大王大妃尹氏), Nội tổ mẫu của Lý Huyên.
- Ahn Nae Sang (안내상) trong vai Thành Tổ Đại Vương (성조대왕; 成祖大王), cha của Lý Huyên, Dương Minh Quân và công chúa Mân Hoa
- Kim Sun Kyung (김선경) trong vai Đại phi Hàn thị (대비한씨; 大妃 韓氏), mẹ của Lý Huyên và Mân Hoa công chúa.
- Kim Myoung Su (김명수) trong vai Nghĩa Thành Quân (의성군; 義成君), anh trai cùng cha khác mẹ với Thành Tổ Đại Vương.
- Kim Ye Ryung (김예령) trong vai Hy tần Phác thị (희빈 박씨; 禧嬪朴氏), mẫu thân của Dương Minh Quân.

### Tinh Túc Sảnh
- Jeon Mi Seon (전미선) trong vai vu nữ trưởng Trương Lục Anh (장씨녹영; 張綠英), vu mẫu của Yên Vũ.
- Kim Ik Tae (김익태) trong vai đạo sĩ Huệ Các (혜각도사; 惠各道士), đạo sĩ của Chiêu Cách Thự.
- Bae Noo Ri (배누리) trong vai vu nữ Sàn Thật (잔실; 潺實),  là người thân cận luôn đi bên Trương Lục Anh.
- Jang Young Nam (장영남) trong vai vu nữ A Lỵ (아리; 阿莉), có thần lực phi phàm, bị sát hại trong sự việc Nghĩa Thành Quân.

### Cung nhân và Quan lại
- Jung Eun Pyo (정은표) trong vai Nội quan Hành Thiện (형선; 衡善), chuyên theo hầu Lý Huyên.
- Yoon Hee Suk (윤희석) trong vai Hồng Khuê Thái (홍규태; 洪奎泰), chức Chưởng nghị của Thành Quân Quán.
- Lee Seung Hyung (이승형) trong vai Hàn Tể Lộ (한재길; 韓宰路), chức Lại tào Tham nghị, sau thăng Đô ngự chỉ.
- Seo Hyun Chul (서현철) trong vai Trầm Toán (심산; 沈算), Hán Thành Phủ phán doãn, sau thành Binh tào Phán thư.
- Chu Gwi Jung (추귀정) trong vai Triệu Thượng cung (조상궁; 趙尚宮), bồi giá tì nữ của Doãn Bảo Kính.
- Kim Min Kyung (김민경) trong vai Mẫn Thượng cung (민상궁; 閔尚宮), phục thị Mân Hoa công chúa.

## Tỷ suất người xem
| Tập #      | Ngày chiếu tại Hàn Quốc | Tỷ suất người xem bình quân | Tỷ suất người xem bình quân | Tỷ suất người xem bình quân | Tỷ suất người xem bình quân |
| Tập #      | Ngày chiếu tại Hàn Quốc | TNmS Ratings                | TNmS Ratings                | AGB Nielsen                 | AGB Nielsen                 |
| Tập #      | Ngày chiếu tại Hàn Quốc | Toàn quốc                   | Vùng thủ đô Seoul           | Toàn quốc                   | Vùng thủ đô Seoul           |
| ---------- | ----------------------- | --------------------------- | --------------------------- | --------------------------- | --------------------------- |
| 1          | 04 tháng 1 2012         | 15.5%                       | 16.9%                       | 18.0%                       | 19.7%                       |
| 2          | 05 tháng 1 2012         | 17.3%                       | 20.8%                       | 19.9%                       | 22.2%                       |
| 3          | 11 tháng 1 2012         | 19.4%                       | 22.3%                       | 23.2%                       | 26.1%                       |
| 4          | 12 tháng 1 2012         | 20.6%                       | 25.1%                       | 23.4%                       | 26.0%                       |
| 5          | 18 tháng 1 năm 2012     | 21.6%                       | 24.9%                       | 24.9%                       | 28.3%                       |
| 6          | 19 tháng 1 năm 2012     | 25.9%                       | 28.6%                       | 29.3%                       | 32.9%                       |
| 7          | 25 tháng 1 năm 2012     | 25.5%                       | 28.8%                       | 29.7%                       | 33.8%                       |
| 8          | 26 tháng 1 2012         | 26.2%                       | 29.4%                       | 31.7%                       | 35.3%                       |
| 9          | 01 tháng 2 2012         | 28.4%                       | 32.3%                       | 34.5%                       | 38.9%                       |
| 10         | 02 tháng 2 2012         | 30.5%                       | 35.1%                       | 37.1%                       | 40.5%                       |
| 11         | 08 tháng 2 2012         | 34.3%                       | 38.6%                       | 37.1%                       | 41.7%                       |
| 12         | 09 tháng 2 2012         | 33.7%                       | 37.8%                       | 37.1%                       | 40.8%                       |
| 13         | 15 tháng 2 2012         | 34.6%                       | 39.3%                       | 38.4%                       | 42.9%                       |
| 14         | 16 tháng 2 2012         | 37.2%                       | 42.0%                       | 37.6%                       | 42.1%                       |
| 15         | 22 tháng 2 2012         | 37.7%                       | 42.6%                       | 39.1%                       | 43.1%                       |
| 16         | 23 tháng 2 2012         | 39.8%                       | 45.5%                       | 41.3%                       | 46.1%                       |
| 17         | 29 tháng 2 2012         | 33.3%                       | 36.1%                       | 36.0%                       | 39.7%                       |
| 18         | 01 tháng 3 2012         | 40.7%                       | 47.0%                       | 41.2%                       | 45.8%                       |
| 19         | 14 tháng 3 2012         | 38.9%                       | 42.9%                       | 38.7%                       | 41.8%                       |
| 20         | 15 tháng 3 2012         | 42.3%                       | 46.5%                       | 42.2%                       | 45.8%                       |
| Trung bình | Trung bình              | 30.17%                      | 34.12%                      | 33.02%                      | 36.68%                      |

## Giải thưởng
2012 (48th) Baeksang Arts Awards - 26 tháng 4 năm 2012
- Bộ phim xuất sắc nhất
- Diễn viên xuất sắc nhất (Kim Soo Hyun)

2012 MBC Drama Awards - 30 tháng 12 năm 2012
- Giải bộ phim xuất sắc nhất
- Diễn viên nam xuất sắc nhất (Kim Soo Hyun)
- Diễn viên nữ xuất sắc nhất (Han Ga In)
- Giải diễn viên yêu mến nhất (Kim Soo Hyun)
- Giải nữ diễn viên diễn xuất vàng (Yang Mi-Kyeong)
- Kịch bản xuất sắc nhất
- Diễn viên nhí xuất sắc nhất (Yeo Jin-Goo)
- Nữ diễn viên nhí xuất sắc nhất (Kim You-Jung/ Kim So Hyun)